# Fred Armisen
Fred Armisen, né le 4 décembre 1966 à Valley Stream, Long Island, est un humoriste, acteur, scénariste, réalisateur et musicien américain. Il est connu pour sa participation à l'émission humoristique Saturday Night Live durant onze saisons, et comme créateur et acteur dans la série Portlandia.

## Biographie
Il est depuis le 24 février 2014, musicien au sein de The 8G Band, groupe de l'émission Late Night with Seth Meyers.

## Filmographie

### Comme acteur
- 1998 : Guide to Music and South by Southwest : Various Characters
- 1999 : Reverb (en) (série télévisée) : Interviewer
- 2002 : Next! (TV) : Various
- 2002 : Late World with Zach (en) (série télévisée) : Interpretive Bongos Wizard / Various Roles
- 2002 : Magic Baskets (Like Mike) de John Schultz : New Age Dad
- 2003 : Melvin Goes to Dinner de Bob Odenkirk : Vesa
- 2003 : The Frank International Film Festival (vidéo) : Frank
- 2004 : 12:21 (TV) : Jeremy
- 2004 : Eurotrip de Jeff Schaffer : Creepy Italian Guy
- 2004 : Présentateur vedette : La Légende de Ron Burgundy (Anchorman: The Legend of Ron Burgundy) d'Adam McKay : Tino
- 2004 : Wake Up, Ron Burgundy: The Lost Movie (vidéo) d'Adam McKay : Tino
- 2005 : Gigolo malgré lui (Deuce Bigalow: European Gigolo) de Mike Mitchell : Frenchman
- 2006 : Kiss Me Again (cs) de William Tyler Smith : Professor Szabo
- 2006 : Griffin and Phoenix (en) d'Ed Stone
- 2006 : Tenacious D et le Médiator du destin (Tenacious D in The Pick of Destiny) de Liam Lynch
- 2006 : Voisin contre voisin (Deck the Halls) de John Whitesell : Gustave
- 2007 : Son ex et moi (The Ex) de Jesse Peretz : Manny
- 2008 : The Rocker de Peter Cattaneo : Kerr
- 2009 : Confessions d'une accro du shopping (Confessions of a Shopaholic) : Ryan Koening
- 2010 : Top Cops (Cop Out) de Kevin Smith : l'avocat russe
- 2010 : Easy Girl (Easy A) de Will Gluck : le pasteur Jim
- 2011 : Portlandia (série télévisée) : divers personnages
- 2012 : The Dictator de Larry Charles : serveur
- 2013 : Les Schtroumpfs 2
- 2015 : Sept jours en enfer (7 Days in Hell) de Jake Szymanski : Edward Pudding
- 2016 : Zoolander 2 de Ben Stiller
- 2016 : Ordinary World : Gary
- 2017 : Les Bonnes Sœurs (The Little Hours) de Jeff Baena : L'évêque Bartolomeo
- 2017 : Battle of the Sexes de Jonathan Dayton et Valerie Faris : Rheo Blair
- 2017 : The Last Man on Earth (TV) : Karl
- 2019 : Jay et Bob contre-attaquent… encore (Jay and Silent Bob Reboot) de Kevin Smith : Todd « Merkin » Merkinsky
- 2020 : All Together Now : M. Franks
- 2021 : The Sparks Brothers (documentaire) d'Edgar Wright : lui-même
- 2022 : La Bulle (The Bubble) de Judd Apatow
- 2022 : Clerks 3 (Clerks III) de Kevin Smith
- 2024 : Unfrosted : L'épopée de la Pop-Tart (Unfrosted) de Jerry Seinfeld : Mike Puntz

### Doublage de films d'animation
- 2017 : Ninjago de Charlie Bean : Cole
- 2023 : Super Mario Bros. le film d'Aaron Horvath et Michael Jelenic : Cranky Kong
- 2024 : Thelma la licorne (Thelma the Unicorn) de Jared Hess et Lynn Wang : Danny Stallion
- 2025 : Fixed de Genndy Tartakovsky : Fetch

### Séries télévisées
- 2009 : Parks and Recreation (saison 2, épisode 5) : Raul
- 2013-2023 : Brooklyn Nine-Nine : Melipnos (4 épisodes)
- 2014 : Modern Family (Saison 5, épisode 14) Langham
- 2016 : New Girl (saison 5, épisode 4) : Brandon
- 2017 : The Last Man on Earth : Karl
- 2019 : Superstore (saison 5, épisode 8) : Kyle Sawyer
- 2022-2023 : Our Flag Means Death : Geraldo (3 épisodes)
- 2022 : Mercredi : Oncle Fétide
- 2023 : Unstable : Leslie

### Comme scénariste
- 1998 : Guide to Music and South by Southwest
- 2003 : The Frank International Film Festival (vidéo)

### Comme réalisateur
- 1998 : Guide to Music and South by Southwest
- 1999 : Fred (série télévisée)

## Voix françaises
| - Sébastien Desjours dans : - Les Schtroumpfs 2 (voix) - Zoolander 2 - Mercredi (série télévisée) - Laurent Larcher dans : - The Rocker - New Girl (série télévisée) - Sylvain Agaësse dans : - Battle of the Sexes - Forever (série télévisée) - Guillaume Lebon dans (les séries télévisées) : - The Last Man on Earth - Our Flag Means Death - Thierry Wermuth dans (les séries télévisées) : - Schmigadoon! - Unstable - Benoît Cauden dans : - Do, Re & Mi (voix) - Thelma la licorne (voix) | Et aussi - Mathieu Buscatto dans Présentateur vedette : La Légende de Ron Burgundy - Jürgen Genuit dans Voisin contre voisin - Aurélien Ringelheim (Belgique) dans Son ex et moi - Bernard Gabay dans Confessions d'une accro du shopping - Lorànt Deutsch dans Les Schtroumpfs (voix) - Daniel Lafourcade dans Brooklyn Nine-Nine (série télévisée) - Loïc Houdré dans Super Fun Night (série télévisée) - Philippe Résimont et Charles Mendiant (doublage alternatif) dans Les Bonnes Sœurs - Teddy Riner dans Lego Ninjago, le film (voix) - Philippe Bozo dans Miracle Workers (série télévisée) - Antoine Schoumsky dans Les Mitchell contre les machines (voix) - Laurent Morteau dans Shrill (série télévisée) - Xavier Fagnon dans La Bulle - Patrick Donnay dans Super Pumped (série télévisée) - Nicolas Marié dans Super Mario Bros. le film (voix) - Donald Reignoux dans La Folle Histoire du monde 2 (mini-série) - Éric Legrand dans Unfrosted : L'Épopée de la Pop-Tart |